# Djupdalsbäckens naturreservat
Djupdalsbäckens naturreservat är ett naturreservat i Bräcke kommun i Jämtlands län.
Området är naturskyddat sedan 2020 och är 89 hektar stort. Reservatet ligger 4 kilometer sydväst om Albacken och består av en bäck i en bäckravin  omgiven av granskog med inslag av lövträd. 